# Estreptococ
Els estreptococs (Streptococcus) són un gènere de bacteris grampositius que pertanyen al fílum dels firmicuts. Tenen morfologia de coc i proliferen formant parelles (diplococs) o cadenes, on cada divisió cel·lular es produeix al voltant d'un eix.
Els estreptococs es divideixen en grups segons la classificació establerta per Rebecca Lancefield. Les espècies d'estreptococs que produeixen malalties són:
- Estreptococs del Grup A: Streptococcus pyogenes causa amigdalitis i l'impetigen.
- Estreptococs del Grup B: Streptococcus agalactiae: produeixen meningitis a nounats i trastorns durant l'embaràs.
- Estreptococs del Grup D: presents a la flora vaginal de les dones normals i sanes.
- Pneumococ: Streptococcus pneumoniae causa la pneumònia.